# Paço do Lumiar
Paço do Lumiar là một đô thị thuộc bang Maranhão, Brasil. Đô thị này có diện tích 132,41 km², dân số năm 2007 là 98113 người, mật độ 740,98 người/km².